# Domantas Sabonis
Domantas Sabonis (* 3. května 1996, Portland) je litevský basketbalista narozený ve Spojených státech, syn legendárního basketbalisty Arvydase Sabonise. S litevskou reprezentací získal stříbrnou medaili na mistrovství Evropy v roce 2015. Zúčastnil se i olympijských her v Riu roku 2016 (7. místo), mistrovství světa roku 2019 (9. místo) a mistrovství Evropy 2022 (15. místo). Při svém debutu v národním týmu roku 2015 byl nejmladším litevským reprezentantem v historii. Klubovou kariéru zahájil ve španělské lize v dresu Baloncesto Málaga a CB Axarquía. Od roku 2016 působí v severoamerické NBA, v klubech Oklahoma City Thunder (2016–2017), Indiana Pacers (2017–2022) a od roku 2022 je hráčem Sacramento Kings. Třikrát byl vybrán do all-star utkání NBA (2020, 2021, 2023). V sezóně 2022/23 se stal lídrem NBA v doskocích. Již po osmi sezónách se dostal do první čtyřicítky nejproduktivnějších Evropanů v dějinách NBA (8385 bodů k únoru 2024, průměr 15,1 bodu na utkání).